# 老化
老化（ろうか、英: ageing、aging）とは、生物学的には時間の経過とともに生物の個体に起こる変化。その中でも特に生物が死に至るまでの間に起こる機能低下やその過程を指す。
「aging」は実年齢として考えられ、「年齢を重ねる」「年を取る」という意味を表す。
老化度がだんだん重なると、最終的には老衰死に至る。
老化は、死を想起させたり、成熟との区別が恣意的であることから、加齢（）、エイジングと言い換えられる場合もある。
学術分野では発生、成熟、老化などを含めた生物の時間変化すべてを含む言葉として「老化」を用いる。例えば、樹木の葉が加齢と共に黄色くなってやがて落ちるのも、同じく樹木が発芽してからの生長するに従って、挿し木時の発根や成長程度が悪くなるのも、動物が生まれてから時間が経つに従って、活動性が低くなりやがて死に至るのも、「老化」と表現されるが、その起こっている事象は全く別であると考えられており、混同すべきではない。

## 動物個体の老化
地球上の多細胞生物はヒトに限らず加齢とともに老化していく種が多く認められる。少なくとも脊椎動物種の多くに老化とそれに伴う体機能の低下、機能低下の進行を大きな原因とする死（寿命）が認められる。老化には自然現象である生理的老化と病的因子によってそれに拍車をかける病的老化がある。生物学者のストレーラーは老化現象に共通する4つの原則を提唱している。
普遍性老化は遅速の差はあっても、生あるもの全てに共通して必ず起きる。
内在性老化は誕生や成長と同様に、個体に内在するものによってもたらされる。
有害性機能低下は老化現象の最も特徴とするものの一つである。老化によって生じる現象は生物にとって有害なものがほとんどである。
進行性老化は突発的に起きるものではなく、普通のプロセスによって生じる。老化は不可逆性であり、一度起きると戻ることはない。
しかし、現在では後述するように老化しない生物が多数見つかり、むしろ老化する生物種の方が限定的であると判明しており、普遍性については否定された。
ヒト（哺乳類）の老化では加齢とともに胸腺の萎縮の他、様々な変化、機能低下が見られる。老年疾患・老人病には、骨粗鬆症、認知症、動脈硬化性疾患などがある。多くの動物ではいくら環境条件などを整えてもこのような生理機能の低下が起き（老化し）誕生以来一定期間以内に死に至る寿命が存在する。
ヒトでは肥満も痩せすぎも寿命短縮のリスク要因となる。喫煙、糖尿病、高血圧などは老化を促進する。スポーツ習慣は老化を遅らせる。

### 老化の原因
動物個体の老化の原因ははっきりとは解明されていない。老化の原因に関する仮説（老化仮説）には、プログラム説、活性酸素説、肌や細胞の酸化、テロメア説、遺伝子修復エラー説、分子間架橋説、免疫機能低下説、ホルモン低下説などがある。
ただし、よく誤解されるが、下記は動物のしかも一部の種(具体的には脊椎動物のみであると思われる)にだけ成立する。例えば多細胞生物でも植物や菌などの細胞、あるいは動物でも海綿動物や扁形動物の体細胞ではテロメラーゼは高い活性を示し、ガン化しない通常の細胞でも「不死」である。これらの種では寿命も確認できないものが大多数を占める。昆虫の体細胞のテロメアは様々な機構で延伸され無限に分裂できると思われているが、昆虫の個体には加齢に伴う機能の低下が認められ（老化）、明確な寿命が存在する。また、光合成を行う緑色植物の細胞は動物細胞よりも遙かに大きな活性酸素ストレスにさらされるが、動物における老化のような現象は認められない。

## 顔の老化速度

### プログラム説
老化を引き起こす特定の遺伝子が存在するという説。それぞれの細胞には、分裂できる限界がはじめから設定されており、その回数を迎えて分裂ができなくなることにより老化が発生するという。分裂できる限界数は、種によってまちまちであるが、概ねその種の寿命と比例していることから現在有力な説のひとつである。テロメアは細胞分裂の度に短くなることから、このプログラム説の機構を行う部分であるとされる。
ヒトの細胞の分裂限界（PDL:population doubling level）（＝ヘイフリック限界）は50で最大寿命は約120年、ウサギではPDL20で最大寿命は約10年、ラットではPDL15で最大寿命は約3年で、PDLと最大寿命とが直線的な関係がみられる。
この説における解決法としては現在、テロメラーゼが有力である。がん細胞においては、テロメラーゼが高活性化することにより細胞が不死化することから、幹細胞のテロメラーゼの活性をコントロールすることで不老不死の実現が可能なのではないかと考えられている。

### 遺伝修復エラー説
細胞の遺伝子が障害を受けた後に修復できないまま組織の機能が低下するという説。ウェルナー症候群をはじめとする早老症ではヘリカーゼというDNA修復に関与すると推測される遺伝子に異常があったことから考えられた。
DNA分子の損傷は1日1細胞あたり最大50万回程度発生することが知られており、DNA修復速度の細胞の加齢に伴う低下や、環境要因によるDNA分子の損傷増大によりDNA修復がDNA損傷の発生に追いつかなくなると、
- 老化（細胞老化）と呼ばれる、不可逆な休眠状態に陥る
- アポトーシスあるいはプログラム細胞死と呼ばれる、細胞の自殺が起こる
- 癌化

のいずれかの運命をたどることになる。人体においては、ほとんどの細胞が細胞老化の状態に達するが、修復できないDNAの損傷が蓄積した細胞ではアポトーシスが起こる。この場合、アポトーシスは体内の細胞がDNAの損傷により癌化し、体全体が生命の危険にさらされるのを防ぐための「切り札」として機能している。
この説における解決法としては、前述のDNA修復遺伝子を活性化させるなどして、修復速度が突然変異の蓄積速度を上回る状態にすることが考えられる。

### 活性酸素説
ミトコンドリアで産生される活性酸素が細胞に障害を引き起こすという説。代謝率の高い（つまり活性酸素の発生量の多い）生物ほど寿命が短くなる傾向にあることから考えられた。また、この活性酸素がテロメアの短縮に影響しているという説もある。
この説における解決法としては、ビタミンCなどの抗酸化作用の強い食品を摂取することや、活性酸素を減少させるスーパーオキシドディスムターゼという遺伝子を導入するなどがある。

### 摂取カロリー説
低カロリーの摂食は多くの動物の平均寿命と最長寿命を延ばすと言われている。この効果は酸化ストレスの減少が関与している可能性があるとしている。しかし、2005年7月、東京大学食品工学研究室の染谷慎一をはじめとする東京大学・ウィスコンシン大学・フロリダ大学の共同研究チームは活性酸素は老化に関与していないとする研究結果を発表した。
栄養の不足は、細胞中でのDNA修復の増加した状態を引き起こし、休眠状態を維持し、新陳代謝を減少させ、ゲノムの不安定性を減少させて、寿命の延長を示すといわれている。

### 糖化反応説
1971年から1980年のデータで糖尿病患者と日本人一般の平均寿命を比べると男性で約10年、女性では約15年の寿命の短縮が認められた。このメカニズムとして高血糖が生体のタンパク質を非酵素的に糖化反応を発生させ、タンパク質本来の機能を損うことによって障害が発生する。この糖化による影響は、コラーゲンや水晶体蛋白クリスタリンなど寿命の長いタンパク質ほど大きな影響を受ける。例えば白内障は老化によって引き起こされるが、血糖が高い状況ではこの老化現象がより高度に進行することになる。同様のメカニズムにより動脈硬化も進行する。また、糖化反応により生じたフリーラジカル等により酸化ストレスも増大させる。

### 病気
老が急速に進行する病気（早老症）としてウェルナー症候群、ハッチンソン・ギルフォード・プロジェリア症候群が知られている。

### 老化の研究
老化については、生物学・医学と社会科学で多角的に研究されている。培養細胞を用いた研究から細胞レベルでの老化（細胞老化）が知られている。生体組織から取り出した細胞を in vitro で培養すると、細胞分裂の回数に制限あり、その一つの原因は染色体末端のテロメア構造が短くなったためであるとされる。がん細胞や幹細胞ではテロメアを伸長する酵素テロメラーゼの働きにより、細胞分裂の回数の制限がなくなると考えられている。不老化したわけではない。ハーバード大学医学部によると、敏感肌向け洗顔料、局所ビタミンC、レチノイドクリーム、保湿ローション、日焼け止めは、老化した肌細胞を回復するのに役立つ。
大阪大学などのチームは老化原因のたんぱく質「C1q」を発見した。生後2年のマウスは、生後2カ月のマウスの5倍以上となり、たんぱく質「LRP5」「LRP6」を切断、老化を促進させた。「C1q」の生産を阻害されたマウスは、心不全、動脈硬化、糖尿病が改善した。

## 植物の老化
植物の場合、新しい葉に比べて、古い葉は光合成の能力が劣るなど、同一個体の中でも、部位により老化の程度に差が見られる。
樹木を挿し木する場合、利用する枝の採取位置により、発根やその後の成長に違いがでる。根元から遠い位置の枝よりも、根元付近から発生した蘖（ひこばえ）や胴吹き（どうぶき）を利用すると成長が優れることが多い。その原因として、根元から発生した枝に比べて、遠い位置の枝は、細胞分裂を繰り返した結果、より老化が進んでいる等の説がある。また、植物は窒素肥料を多く与えることで開花や着果が遅れる、幼木と同様の樹形や葉形になるなど、若返りという現象が確認されている。
エチレンは植物における老化ホルモンとされることがある。エチレンを与える事で果物の成熟を促進したり、反対にエチレンの働きを抑えることで切花などの寿命を伸ばすことが出来ることがある。
これらはひとまとめにして老化と称されるが、それぞれ個々に別々の現象である。また、これらは個体の死にはつながらず、動物でいう老化とは異なる現象であると考えられている。